# Kostur, Haskovo
Kostur (în bulgară Костур) este un sat în comuna Svilengrad, regiunea Haskovo,  Bulgaria. 

## Demografie
Componența etnică a satului Kostur
     Bulgari (100%)
     Nicio identificare (0%)
     Altele (0%)
La recensământul din 2011, populația satului Kostur era de 33 locuitori. Din punct de vedere etnic, toți locuitorii erau bulgari.